# Schefflera candelabrum
Schefflera candelabrum là một loài thực vật có hoa trong Họ Cuồng cuồng. Loài này được Baill. miêu tả khoa học đầu tiên năm 1878.